# Onofrio Bramante
Onofrio Bramante (Milano, 3 agosto 1926 – Monopoli, 22 giugno 2000) è stato un pittore e fumettista italiano.

## Biografia
Dal 1948 al 1970 si dedica al fumetto collaborando con editori italiani e francesi. La sua produzione spazia dal fumetto d'avventura a quello umoristico, crea numerosi personaggi tra i quali: Piccolo Crockett (edizioni Granelli), Falco Bianco (edizioni Dardo), Top Mix (edizioni Alpe), Carabina Slim e Rol Pam (Aventures & Voyages dell'editrice Francese Bernadette Ratier). Nel 1956 diventa direttore e autore di fumetti e copertine della rivista Lupettino, firmando tutti i fumetti con gli pseudonimi Nini (per Lupettino) e Nino Brams. Nel 1961 inizia la collaborazione con le Edizioni Mondadori, realizza 60 storie di Topolino di cui ne scrive 22; la collaborazione terminerà nel 1965.
Alla fine degli anni sessanta comincia a dedicarsi alla pittura e, nel 1974, a Bergamo, in occasione della sua seconda mostra personale, raccoglie il suo primo importante successo di pubblico e di critica, da quel momento lascia definitivamente il fumetto dedicandosi solo alla pittura esponendo le sue opere in numerose sedi pubbliche e private, sia in Italia che all'estero.
Nel 2000 ha ricevuto in Campidoglio a Roma, con il patrocinio della Presidenza del Senato della Repubblica e della Presidenza del Consiglio Comunale di Roma, il "Premio Faber 2000" quale segno di gratitudine per il contributo dato alla vita culturale dell'Italia con la sua opera.
È stato sepolto al cimitero di Bruzzano, ove in seguito i suoi resti sono stati tumulati in una celletta.

## Opere collocate in sedi pubbliche
- La Cena (580 × 187 cm), Bergamo, Padri Domenicani, 1974.
- San Domenico (180 × 260 cm), Bergamo, Padri Domenicani, 1975.
- El Alamein (600 × 180 cm), Milano, A.N.P.D.I., 1975.
- Historia (370 × 180 cm), Milano, U.N.U.C.I., 1975.
- Maiora Viribus Audere (700 × 250 cm), Milano, Caserma Mameli, 1975.
- Riscatto (400 × 200 cm), Monopoli, Comune Sala consiliare, 1975.
- San Giovanni di Dio (80 × 180 cm), Cernusco sul Naviglio, Villa Alari Fatebenefratelli, 1975.
- Misercordia (508 × 290 cm), Alberobello, Basilica Santi Medici, 1976.[6]
- La Parola (538 × 290 cm), Alberobello, Basilica Santi Medici, 1976.
- Ciclo di 15 opere Via Crucis, Alberobello, Basilica di Santi Medici, 1976.[7]
- Re Ferdinando IV (olio su tela 220 × 172 cm),  Comune di Alberobello,  Sala Consiliare, anno 1979
- Battaglia di Legnano (374 × 180 cm), Legnano, Associarma, 1976.
- Il giorno di Santo Stefano (250 × 180 cm), Milano, 18° Brg. Poggio Scanno, 1976.
- Ciclo di 15 opere Vita di San Benedetto, Ostuni, Chiesa delle Suore Benedettine di Villa Specchia, 1976.[8]
- Pietà (80 × 100 cm), Milano, Sacrario Caduti San Giovanni di Dio, 1976.
- Ciclo di 46 opere Historia Apuliae, Ostuni, Comune, 1977.[9]
- Morte di un Minatore (250 × 180 cm), Bergamo, Comune, 1977.
- Corpus Christi (200 × 200 cm), Roma, Pontificia commissione centrale per l'arte sacra in Italia, 1977.
- Ciclo di 21 opere Beethoven, Bonn, Comune, 1978.
- San Giorgio e il Drago, Tiarno di Sotto Valle di Ledro, Chiesa di San Giorgio, 1979.[10]
- Ciclo di 8 opere Storia della Val di Ledro, Bezzecca, Cassa Rurale e Artigiana, 1979.
- Storia della Resurrezione (Abside e Presbiterio 146 m², Potenza, Duomo, 1980.[11]
- Gli emigranti (70 × 100 cm), Bari, Pinacoteca Provinciale di Bari "Corrado Giaquinto", 1980.[12]
- La sete (70 × 100 cm), Bari, Pinacoteca Provinciale di Bari "Corrado Giaquinto", 1980.[12]
- Eucaristia (Episcopio), Napoli, Palazzo Arcivescovile, 1980.
- S. Nicola placa le acque (480 × 250 cm), Bari, Basilica di San Nicola, 1980.
- Moltiplicazione dei pani e dei pesci (700 × 185 cm), Bari, Basilica di San Nicola, 1980.
- Santa Caterina da Siena (200 × 400 cm), Bari, Basilica di San Nicola, 1980.
- San Domenico (200 × 400 cm), Bari, Basilica di San Nicola, 1980.
- Cena in Emmaus (200 × 180 cm), Bari, Basilica di San Nicola, 1980.
- Fanfulla da Lodi (100 × 172 cm), Lodi, Pinacoteca, 1981.
- San Bassiano (100 × 172 cm), Lodi, Curia, 1981.
- La Madonna (abside e presbiterio), San Colombano al Lambro, Chiesa S. M. Assunta e Filippo Neri, 1982.
- Deposizione (250 × 182 cm), San Colombano al Lambro, Chiesa Fatebenefratelli, 1982.
- Ciclo di 29 opere Storia di San Colombano, San Colombano al Lambro, Palazzo Patigno, 1982.[13]
- Testa di Cristo (50 × 70 cm), San Pietroburgo, Cattedrale, 1983.
- Ciclo di 18 opere Vita di San Giovanni di Dio, Roma Coll.Int.Fatebenefratelli, 1983.[14]
- Ciclo di 6 opere Storia del Santuario della Madonna della Paloma, Matera, Santuario, 1983.
- Ciclo di 15 opere Vita di San Giovanni di Dio, Montemor-o-Novo, Casa natale di San Giovanni, 1983.
- Ciclo di 18 opere Civiltà Contadina, San Colombano al Lambro, Cassa Rurale ed Artigiana, 1983.
- S. Joao de Deus (80 × 180 cm), Montemor-o-Novo, Hospital infantil, 1983.
- Ciclo di 15 opere La conquista di Puglia, Alberobello, Museo Civico, 1984.
- Ciclo di 18 opere Storia della Madonna, San Vito dei Normanni, Chiesa di Santa Teresa, 1984.[15]
- Ciclo di 15 opere Chiesa Beata Vergine Maria Immacolata, Solbiate Olona, Caserma Ugo Mara Base NRDC, 1984.[16]
- Allegoria Eroica (500 × 200 cm), Sobiate Olona, Caserma Ugo Mara, 1984.
- Cena in Emmaus (220 × 172 cm), Andria, Chiesa S.Sacramento, 1985.
- Allegoria Storica (55 m²), Andria, Comune Sala Consiliare, 1985.
- Crocifisso (120 × 172 cm), Andria, Comune Sala Consiliare, 1985.
- San Paolo (220 × 172 cm), Andria, Chiesa di San Paolo, 1985.
- Ciclo di cinque opere Storia della redenzione, Monopoli, Chiesa del Sacro Cuore, 1985.[17]
- Trionfo di Cesare ( 1100 × 200 cm), Andria, Salone Invest, 1986.
- Pentecoste e Profeta Elia (Abside 20 m²), Mesagne, Santuario del Carmine, 1987.
- Le cinque Giornate di Milano (374 × 200 cm), San Colombano al Lambro, Comune, 1987.
- Scontro tra Goti e Bizantini (250 × 180 cm), San Colombano al Lambro, Comune, 1987.
- Distruzione di Milano (250 × 180 cm), San Colombano al Lambro, Comune, 1987.
- San Giovanni di Dio e la peste (250 × 180 cm), San Colombano al Lambro, Comune, 1987.
- Lezione di anatomia a Graz (250 × 180 cm), San Colombano al Lambro, Comune, 1987.
- Ciclo di 13 Opere Via Crucis, Locorotondo, Chiesa Madre, 1987.
- Ciclo di 32 opere Benedetto Menni, Albese con Cassano, Suore del Sacro Cuore, 1987.[18]
- Il Pane (220 × 172 cm), Fiera di Andria, 1988.
- Presbiterio, Salerno, Santuario della Madonna del Carmine, 1988.
- Ciclo di 6 opere La Madonna, Pero (Mi), Chiesa Madre, 1989.
- Santificazione di Riccardo Pampuri (500 × 450 cm), Roma, San Pietro, 1989.
- Testa di Cristo Sofferente (50 × 70 cm), Città del Vaticano, 1989.
- Le Diaboliche Tentazioni (trittico), Fasano, Chiesa di Sant'Antonio, 1989.
- Storia di Fasano (cinque lunette), Fasano, Comune Sala Consiliare, 1989.
- Gli Artigiani (1100 × 220 cm), Fasano, Società Operaia di Mutuo Soccorso, 1989.
- L'uomo e lo spazio (olio su tavola), Ghedi, Aeroporto militare, 1990.

## Riconoscimenti
- Nel 1995 Onofrio Bramante ha ricevuto la cittadinanza onoraria della città di Ostuni per aver donato al Comune, nel 1977, il ciclo pittorico "Historia Apuliae".